# Негославіце (гміна)
Гміна Негославіце (пол. Gmina Niegosławice) — сільська гміна у північно-західній Польщі. Належить до Жаганського повіту Любуського воєводства.
Станом на 31 грудня 2011 у гміні проживало 4650 осіб.

## Площа
Згідно з даними за 2007 рік площа гміни становила 136.11 км², у тому числі:
- орні землі: 64.00%
- ліси: 21.00%

Таким чином, площа гміни становить 12.03% площі повіту.

## Населення
Станом на 31 грудня 2011:
| Опис     | Загалом | Загалом | Чоловіки | Чоловіки | Жінки | Жінки |
| -------- | ------- | ------- | -------- | -------- | ----- | ----- |
| одиниця  | осіб    | %       | осіб     | %        | осіб  | %     |
| все      | 4650    | 100     | 2315     | 49.78    | 2335  | 50.22 |
| міське   | 0       | 100     | 0        |          | 0     |       |
| сільське | 4650    | 100     | 2315     | 49.78    | 2335  | 50.22 |

## Сусідні гміни
Гміна Негославіце межує з такими гмінами: Гавожице, Жуковіце, Нове Мястечко, Пшемкув, Шпротава.